# Apamea anilis
Apamea anilis är en fjärilsart som beskrevs av Rudolf Püngeler 1896. Apamea anilis ingår i släktet Apamea och familjen nattflyn. Inga underarter finns listade i Catalogue of Life.